# Karsai László (történész)
Karsai László (Budapest, 1950. szeptember 20. – ) magyar történész, egyetemi tanár, a holokauszt magyarországi elismert kutatója.

## Tanulmányai, kutatásai
Karsai Elek történész fiaként született, Karsai György testvére. Az ELTE BTK-n tanult történelmet 1970-től 1975-ig. 1975-től 1987-ig, majd 1994 óta napjainkig a JATE BTK új- és legújabbkori történeti tanszékén tanít, 1987-től 1994-ig az MTA Történettudományi Intézetének kutatója. 1999-ben Széchenyi ösztöndíjas. 
Doktorátusát 1978-ban szerezte meg. 1992-től PhD fokozattal (dolgozata: A cigány holokauszt Magyarországon), 1999 óta egyetemi tanári címmel rendelkezik. 2014-től a Magyar Tudományos Akadémia doktora (disszertációjának címe: Szálasi Ferenc. Politikai életrajz).
Kutatási területe a magyarországi cigánykérdés, valamint a holokauszt története.

## Magánélete
1975-ben házasodott össze Kelemen Évával, aki 2013-ban hunyt el. Két gyermekük született: Karsai Dániel (1977–2024, alkotmányjogász), és Karsai Péter (1980).

## Főbb művei
- A Szálasi-per (Karsai Elekkel, 1988).[1]
- Kirekesztők. Antiszemita írások 1881–1992, 1992.[1]
- A cigánykérdés Magyarországon 1919–1945, 1992.[1]
- Befogadók. Írások az antiszemitizmus ellen 1882–1993, 1993.[1]
- Az Endre–Baky–Jarosi-per (Molnár Judittal, 1994).[1]
- Holokauszt, 2001.[3]
- A magyar Quisling-kormány. Sztójay Döme és bűntársai a népbíróság előtt, 2004.[3]
- Szálasi Ferenc – Politikai életrajz. Budapest, Balassi Kiadó, 2016.
- Szálasi Ferenc naplói (1942–46) Tények és tanúk sorozat. Közreadjaː Karsai László. Magvető Kiadó, 2016
- Szalai Pál. Politikai életrajz; Raoul Wallenberg Egyesület, Budapest, 2022 (Wallenberg-füzetek)

## Díjai
- A Magyar Köztársasági Érdemrend tisztikeresztje (2005)[4] ― 2016-ban visszaadta.
- Radnóti Miklós antirasszista díj (2020)